# Giugliano Calcio 1928
El Giugliano Calcio 1928 es un club de fútbol de Italia, con sede en Giugliano de Campania, en la región de Campania. Fue fundado en 1928 y refundado en varias oportunidades. Compite en la Serie C, tercera categoría del fútbol italiano.

## Historia
Fue fundado en el año 1928 en la ciudad de Giugliano in Campania con el nombre Unione Sportiva Fascista Giuglianese y participa en la Prima Categoria en ese año. Al año siguiente cambia su nombre por el de Dopolavoro Aurelio Padovani Giugliano e ingresa a la Terza Divisione, liga en la que juega dos temporadas y se retira de las competiciones.
En 1933 regresa a la Prima Categoria y al año siguiente es refundado como Fascio Sportivo Giugliano como equipo de la Terza Divisione, ascendiendo a la Prima Divisione, liga en la que solo juega una temporada para jugar en la Seconda Divisione en 1935.
En 1939 pasa a llamarse GIL Giuliano, y diez años después pasa a ser el AC Giuliano, logrando esa temporada el ascenso a la Prima Divisione, y al año siguiente asciende a la Promozione. En 1951 pasa a llamarse SS Giuliano, descendiendo esa temporada a la Promozione Regionale. En 1953 pasa a ser de nuevo el AC Giuliano, regresa a la inactividad en 1957 y al año siguiente pasa a llamarse Freccia Azzurra Giugliano.
En 1962 pasa a llamarse US Giuliano, regresa a la Promozione en 1967, de la que desciende tres años después. En 1974 logra por primera vez el ascenso a la Serie D y pasa a llamarse SSC Giuliano, jugando dos temporadas en la liga hasta descender en 1977. Dos temporadas más tarde regresa a la Serie D. En 1985 había logrado el ascenso a la Serie C2 pero lo pierde por irregularidades, descendiendo a las divisiones regionales al año siguiente.
En 1988 retorna a la Serie D, bajando de categoría en 1990 y tres años después regresa a llamarse AC Giuliano; regresa a la Serie D dos años después y en 1998 logra el ascenso a la desaparecida Serie C2 por primera vez, liga en la que juega por ocho temporadas, juega en la Copa de Italia por primera vez en 2006 y en los siguientes dos años desciende dos veces consecutivas.
En 2010 es refundado con el nombre Associazione Sportiva Calcio Atletico Giugliano, regresa a la Promozione y pas a llamarse Associazione Sportiva Dilettantistica Giugliano 1928 en 2011. En 2013 pasa a llamarse Associazione Sportiva Dilettantistica Giugliano 1928 Calcio, declarándose inactivo nuevamente en 2014.
Tras tres temporadas de inactividad el club es refundado, al año siguiente se fusiona con el A.S.D. Bacoli Sibilla 1925 y el A.S.D. F.C. Giugliano Academy para ser el Associazione Sportiva Dilettantistica Football Club Giugliano 1928, logrando esa temporada su regreso a la Serie D, de la cual desciende dos temporadas después.
El club es refundado nuevamente en 2021 como Giuliano Calcio 1928, logrando el ascenso a la Serie C por primera vez en la temporada 2021/22.

## Estadio
El Giugliano juega de local en el Estadio Alberto De Cristofaro de Giugliano in Campania, con capacidad de 6.044 espectadores; el nombre del estadio es en homenaje a un exdelantero del club local. La estructura actual, que reemplazó al viejo estadio del mismo nombre ubicado en Via Giambattiste Basile, se encuentra en Via Epitaffio. Se estrenó el 31 de agosto de 2000 con un partido amistoso contra el Napoli. En junio de 2006 acogió a Diego Armando Maradona, que disputó ahí un partido benéfico.

## Entrenadores
- 1928-1929  Giuseppe D'Amore
- 1929-1930  Armando Favi
- 1930-1931  Luigi De Manes
- 1933-1935  Armando Favi
- 1935-1936  Jenő Dietrich
- 1936-1940  Ettore Di Liegro
- 1949-1951  Osvaldo Sacchi
- 1951-1952  Giuseppe Gerbi
- 1972-1974  Giuseppe Cresci
- 1974-1975  Giuseppe Cresci
 Amos Mariani
- 1975-1976  Giuseppe Caiazzo
- 1976-1977  Giuseppe Caiazzo
 Carmine Tascone
- 1977-1978  Enrico Crescenzo
 Giuseppe Cresci
 S. Gardini
- 1978-1979  Franco Villa
- 1979-1980  Francesco Mazzetti
- 1980-1982  Josè Alberti
- 1982-1983  Josè Alberti
 Ettore Recagni
- 1983-1984  Ettore Recagni
- 1984-1985  Domenico Gargiulo
- 1985-1986  Domenico Gargiulo
 Paolo Anastasio
- 1986-1987  Salvatore Pugliese
 Vittorio Sepe
- 1987-1988  Mario Keller
 Giovanni Simonelli
 Gaetano Improta
 Giuseppe Pizio
- 1988-1989  Domenico Gargiulo
- 1989-1990  Dino Gatta
 Mimmo Pianese
 Dino Gatta
 Giuseppe Pizio
 Iazzetta
- 1990-1991  Ernesto Flagiello
 Mimmo Pianese
 Stellato
- 1991-1992  Ernesto Flagiello
 R. Pennacchio
- 1992-1993  R. Pennacchio
 F. Stellato
- 1993-1994  Raffaele Di Pasquale
- 1994-1995  Salvatore Amato
- 1995-1996  Domenico Gargiulo
- 1996-1997  Domenico Gargiulo
 Amura y  Langella
- 1997-1999  Guglielmo Ricciardi
- 1999-2000  Ezio Castellucci
- 2000-2001  Ezio Castellucci
 Roberto Chiancone
- 2001-2002  Alessandro Madocci
 Costanzo Celestini
 Lamberto Leonardi
- 2002-2003  Costanzo Celestini
 Marco Cari
- 2003-2004  Marco Cari
- 2004-2005  Antonio Porta
- 2005-2006  Francesco Dellisanti
- 2006-2007  Domenico Gargiulo
 Antonio Porta
 Domenico Gargiulo
- 2007-2008  Marco De Simone
- 2008-2009  Giuseppe Monti
 Gennaro Di Napoli
- 2009-2010  Corrado Pianese
 Ciro Amorosetti
- 2010-2011  Gaetano Romano
- 2011-2012  Domenico Gargiulo
- 2012-2013  Giuseppe Sarti
 Gaetano Romano
 Gennaro Di Napoli
- 2013-2014  Marco Mazziotti[6]
- 2014-2017 Inactivo
- 2017-2018  Ciro Amorosetti[7]
 Bruno Mandragora[8]
 Domenico Gargiulo[9]
- 2018-2019  Antonio De Stefano[10] (1ª-20.ª)
 Massimo Agovino[11] (21ª-30ª)
- 2019-2020  Massimo Agovino[12]
- 2020-2021  Guglielmo Tudisco[13][14]
 Roberto Carannante[15] (1ª-3ª)[16]
 Massimo Agovino[17] (dalla 4ª al 12/12/20)[18]
 Giuseppe Iacolare (interino)[19][20]
 Roberto Carannante[21][22]
 Eduardo Imbimbo[23][24]
 Giuseppe Iacolare (interino)[25][26]
 Antonio Maschio[27][28]
 Eduardo Imbimbo[29][30]
 Antonio Maschio[31]
- 2021-2022  Giovanni Ferraro[32]

## Palmarés

### Torneos interregionales
- Campionato Nazionale Dilettanti (1): 1997-98 (Grupo G)
- Serie D (1): 2021-22 (Grupo G)

### Torneos regionales
- Eccellenza Campania (2): 1994-95, 2018-19 (Grupo A)
- Promozione Campania (4): 1973-74, 1975-76, 1978-79, 1991-92
- Campione Campano (3): 1950-51, 1973-74, 1975-76